# Лукинов, Валерий Павлович
Валерий Павлович Лукинов (род. 15 апреля 1937 года, деревня Давыдково, Вологодская область, РСФСР, СССР) — советский и российский художник, художник-постановщик, член Союза кинематографистов РФ, Премия Губернатора Свердловской области "За выдающиеся достижения в области литературы и искусства (2005)

## Биография
Родился 15 апреля 1937 r. в деревне Давыдково Шекснинскоrо района Вологодской области. После школы закончил ремесленное училище в городе Вологда. Отслужил на флоте 4 года в Ленинграде.
По семейным обстоятельствам приехал в Свердловск, где живёт и работает по сегодняшний день.
Получил образование по классу живописи в старейшем на Урале художественном училище имени И. Д. Шадра. В 90-е годы окончил курс в Уральском государственном Университете.
В середине 60-х был принят на работу в Свердловскую киностудию. Начинал с художника документального цеха, работал мультипликатором, художником-декоратором и художником комбинированных съемок, художником-постановщиком игровых кинолент.
Член Уральского отделения Союза кинематографистов.
В качестве художника-мультипликатора Валерий Павлович работал над анимационными фильмами по сказам Павла Петровича Бажова «Синюшкин колодец», «Серебряное копытце», а также над «Сказкой про храброго зайца» из книги «Аленушкины сказки» Д. Н. Мамина-Сибиряка.
Внесен в Реестр профессиональных художников Российской империи, СССР, «русского зарубежья» и республик бывшего Советского Союза.
Работал с режиссёрами В. Хотиненко , Н.Гусаров, А. Федорченко и другими.

## Фильмография
- 1976 «Синюшкин колодец», анимационный (реж. В.Фомин), Свердловская киностудия
- 1976 «Фомка, Ромка и Артос», анимационный (реж. Г.Тургенева), Свердловская киностудия
- 1978 «Скоморохи» игровой короткометражный (реж. Н.Гусаров), Свердловская киностудия
- 1980 «На исходе лета», (реж. Р.Мурадян), Свердловская киностудия
- 1980 «На берегу большой реки», (реж. Н.Гусаров), Свердловская киностудия
- 1981 «На чужом празднике», (реж. В.Лаптев), Свердловская киностудия
- 1982 «Вот такие чудеса», (реж. Е.Гальперин), Свердловская киностудия
- 1983 «Казачья застава», (реж. В.Живолуб), Свердловская киностудия
- 1984 «Один и без оружия», (реж. В.Хотиненко), Свердловская киностудия
- 1985 «Прощание славянки», (реж. Е.Васильев), Свердловская киностудия
- 1987 «Команда-33», (реж. Н.Гусаров), Свердловская киностудия
- 1988 «Во бору брусника», (реж. Е.Герасимов), Свердловская киностудия
- 1989 «Районные соревнования по домино» (реж. В.Дьяченко), Свердловская киностудия
- 1989 «Рой», (реж. В.Хотиненко), Свердловская киностудия
- 1990 «Кошмар в сумасшедшем доме», (реж. Н.Гусаров), Свердловская киностудия
- 1991 «Люми», (реж. В.Брагин), Свердловская киностудия
- 1991 «Житие Александра Невского», (реж. Г.Кузнецов), Свердловская киностудия
- 1992 «Патриотическая комедия», (реж. В.Хотиненко), Свердловская киностудия
- 1992 «Вверх тормашками», (реж. Н.Гусаров), Свердловская киностудия
- 1993 «Макаров», (реж. В.Хотиненко), Свердловская киностудия
- 2003 «Правда о щелпах», (реж. А.Мурадов)
- 2005 «К вам пришел ангел», (реж. Н.Глинский)
- 2005 «Первые на Луне», (реж. А.Федорченко), Свердловская киностудия
- 2007 «Железная дорога», (реж. А.Федорченко), студия «29 февраля», Екатеринбург

## Призы и награды
- 1980 «На берегу большой реки» (реж. Н.Гусаров) — диплом за лучший дебют исполнительнице главной роли О.Бобылевой на Всесоюзном кинофестивале в г. Минске
- 1984 «Один и без оружия» (реж. В.Хотиненко, П.Фаттахутдинов) — приз «За лучший дебют» на Всесоюзном кинофестивале в г. Тбилиси
- 1990 «Рой», (реж. В.Хотиненко) — Приз фестиваля художественных фильмов в г. Екатеринбурге «За лучшее изобразительное решение»
- 1991 «Кошмар в сумасшедшем доме», (реж. Н.Гусаров) — "Приз фестиваля фильмов Свердловской киностудии в Екатеринбурге «За лучшее изобразительное решение»
- 1992 «Житие Александра Невского», (реж. Г.Кузнецов) — Приз фестиваля фильмов Свердловской киностудии в Екатеринбурге «за лучшее изобразительное решение»
- 1993 «Патриотическая комедия», (реж. В.Хотиненко) — «Золотая пальмовая ветвь» МКФ в Белграде.
- 1993 «Макаров» (реж. В.Хотиненко) — Гран-при фестиваля «Кино-Шок» 1993, «Ника-96», Лучший фильм России 1993 года.
- 2005 «Первые на Лунe», игровой (реж. А. Федорченко):
- 2005 «Лучший художник». Национальная премия кинокритики и кинопрессы, Россия
- 2005 Приз «Венеция» в конкурсной программе «Горизонты» Венецианского кинофестиваля
- 2005 Премия Губернатора Свердловской области "За выдающиеся достижения в области литературы и искусства
- 2005 Приз Российской Гильдии киноведов и кинокритиков на фестивале «Кинотавтр».